# Огледно добро Пољопривредног факултета "Радмиловац", Београд
Огледно добро Пољопривредног факултета Универзитета у Београду - Радмиловац се налази на Смедеревском путу, код Винче, недалеко од Београда, легат породице Милана Вукићевића додељено факултету лета 1941. године.

## О Радмиловцу
Огледно добро Радмиловац, налази се у саставу Пољопривредног факултета у Земуну. Огледном добру је 1941. године индустријалац Милан Вукичевић оставио у легат студентима Пољопривредног факултета, да стичу праксу на овом имању названом по његовој супрузи Радмили.
Простире се на 85 хектара, а на 15 се узгаја чак 360 сорти винове лозе. Сва количина рода грожђа улази у њихов вински подрум, у коме се прави најквалитетније вино и читава лепеза жестоких алкохолних пића. Капацитет подрума је 40 хиљада литара, а годишње се произведе око 8 хиљада литара белог и 12-13 хиљада црвеног вина. Са залихама, у подруму је увек бар 30 хиљада литара вина, које се продаје у Радмиловцу, ако и у продавници у кругу Пољопривредног факултета у Земуну, које се да лако препознати јер је у облику великог бурета.
До пре неког времена у Радмиловцу су били само воћњаци и виногради, а сада постоји и низ занимљивих, атрактивних и корисних објеката, који се ретко могу видети у Србији, поготово не на једном месту. Објекти су груписани у оквиру специјалних специјализованих центара.

### Центар за рибарство и примењену хидробиологију
У оквиру Центра за рибарство и примењену хидробиологију налази се акваријум у коме се могу видети готово све врсте риба које живе у Дунаву, објекат Мали Дунав дугачак око један и по километар који симболички представља цели ток Дунава, од Шварцвалда до Црног мора ; Око Малог Дунава засађене су биљке карактеристичне за то сливно подручје, а ту слободно живе и уживају многе врсте птица мочварица које настањују дунавски водоток.

### Центар за воћарство
У оквиру Центра за воћарство изграђена је модерна метеоролошка станица, савремени пластеник, а подигнут је и модеран воћњак са свом потребном инфраструктуром која укључује противградном мрежу и заливни систем,

### Центар за пчеларство
У оквиру Центар за пчеларство заснован и нови пчелињак.

## Вински подрум у Радмиловцу
У Огледном добру Радмиловац се могу видети вина из различитих година произведена претежно од интернационалних сорти: Шардоне, Каберне совињон, Мерло, Пино ноар (Бургундац црни), Рајнски ризлинг, али се може наћи и понека боца вина од грожђа Бургундац сиви и бели, као и Санђовезе. Вина се архивирају од 2004. године.
На овом огледном добру створене су 23 нове сорте винове лозе (15 стоних и 8 винских).
Овде се узгајају и разне врсте воћа: јабука, бресква, кајсија, трешња, шљива. Велики део засада чини банка гена воћака и винове лозе и у том погледу Радмиловац представља значајан национални ресурс.